# نيزاميتين كالسكان
نيزاميتين كالسكان مواليد 20 مارس 1987 في هاغن هو لاعب كرة قدم ألماني-تركي، سابق

## روابط خارجية
- نيزاميتين كالسكان على موقع الاتحاد الأوربي (الإنجليزية)
- نيزاميتين كالسكان على موقع اتحاد تركيا (لاعب) (الإنجليزية)
- نيزاميتين كالسكان على موقع قاعدة بيانات كرة القدم.إي يو (الإنجليزية)
- نيزاميتين كالسكان على موقع بيانات كرة القدم. دي إي (الألمانية)
- نيزاميتين كالسكان على موقع Soccerway.com (الإنجليزية)
- نيزاميتين كالسكان على موقع عالم كرة القدم.نت (الإنجليزية)